# Mafia: The City of Lost Heaven
A Mafia: The City of Lost Heaven egy számítógépes videójáték, melyet a cseh Illusion Softworks fejlesztett, majd a Gathering of Developers adott ki 2002-ben. A játék először csak PC-re jelent meg, de 2004-ben portolták PlayStation 2-re és Xbox-ra is. A játékot a 85. helyre sorolták az IGN „minden idők 100 legjobb játéka” listáján.
A játékban egy Tommy nevű karaktert irányíthatunk, aki belekeveredik a Salieri család szervezett bűnözéssel kapcsolatos ügyeibe. A játékmenet nagyon hasonló a korban játszódó gengszterfilmekéhez. Gyakorlatilag Tommy életének egy fejezetét követhetjük végig a maffiába való bekerülésétől kezdve a család ügyeiben történő részvételen keresztül egészen a végső leszámolásig.

## Főszereplők

### Thomas Angelo
A játék főszereplője. Eredetileg egy taxisofőr, de egy kellemetlen esemény folytán arra kényszerült, hogy beálljon a maffiába. Mindent összevetve Tom egy rendes srác, de a nehéz gyerekkora, és az 1930-as évek keménységei kicsit megváltoztatták az értékrendjét. Ennélfogva néha olyasmit is cselekszik, amit egy átlagember nem tudna megérteni. De néha lelkiismeret furdalása is van emiatt.A játék során megismerhetjük Tommy múltját, és egyre jobban megismerjük személyiségét.

### Don Salieri
Annak a Családnak a főnöke, akiknek Tommy is dolgozik. Salieri egy olyan figura, aki már sok mindenen keresztül ment, és már nem sok olyan dolog van, ami könnyen kihozhatná a sodrából. Egy tipikus maffiózó, aki hatalmát nem csak a pénz miatt építette ki. Annak ellenére, hogy semmi sem állhat az útjában, ha valamit meg akar szerezni, mégsem az agresszív és gyilkos módszerekhez folyamodik először. Barátságos, de ha valaki útjában áll, akkor igazán veszélyessé is tud válni. Mottója az, hogy az üzlet az első, és ezért néha háttérbe szorítja a barátságot.

### Paulie
Tom vezére, és haverja, energikus, ingerlékeny fickó. Szeleburdi, és néha érthetetlenül cselekszik. Ugyanakkor, ha valakit megkedvel, annak a legjobb barátja lesz, és mindenben lehet rá számítani. Paulie és Tommy azonnal jó barátok lettek; gyakran dolgoznak együtt, sokszor ezért szeszélyes. Tom legjobb barátja.

### Sam
Tom másik munkatársa. Nagydarab, barátságos figura, aki legtöbbször mosolyog. Kinézete ellenére félénk, néha kicsit esetlen, és nem sokat beszél. Gyakran dolgozik Tommal és Paulieval, és ők hárman jó barátok,olyannyira hogy többször is a játék folyamán megmentik társai az életét.

### Frank
Frank Don Salieri legjobb barátja, társa és tanácsadója. Legfőbb feladata a család pénzügyének intézése és az üzletek legalitásának felügyelése. Első ránézésre nem úgy tűnik, hogy ezeknek a bűnözőknek dolgozik, mivel ő egy nagyon nyugodt és alig észrevehető rendes fickó. Annak, hogy itt dolgozik főként a közös múltjuk Don Salierivel az oka. Együtt nőttek fel egy szegény negyedben és a Donnak köszönheti mindazt, amije van, és ezek után nem tudott csak úgy elfordulni tőle. Ha máshol nőtt volna fel, akkor valószínűleg sikeres ügyvéd vagy üzletember vált volna belőle.

### Ralph
Ralph a legjobb, amikor járművekről van szó. Darabokra szed, felfejleszt, megjavít és aztán újjáépít mindent, ami a kezébe kerül, és érvényes papírokat szerez az autónak. Az ő világa a négykerekűek körül forog, és mindenhez ért egy kicsit. Ezért van az, hogy ő csak a járművekről beszél, habár a beszélgetés nem könnyű a számára.Kicsit dadog, és ő tanítja meg Tommyt különböző autók ellopására, beindítására, ennek köszönhetően Tommynak igen változatos autói lesznek a játék során.

### Vincenzo
Hosszú ideje dolgozik a családnak, és ez sokat jelent neki. Amennyire furcsa, olyannyira rendes ember. Vincenzo legnagyobb örömét a fegyverekben találja, emiatt viseli gondját Salieri fegyvertárának, és mindig kiválasztja a legjobb felszerelést a küldetéshez. Ahogy Paulie mondta: "Saliervel már gyermekkoruktól ismerik egymást. Mindent megszerez a pisztolytól az ágyúig".

## Mellékszereplők
- Luigi: Sarah apja, a Salieri bár pincére.
- Lucas Bertone: Tom barátja akivel gyakran cserélgetnek munkát, kocsit.
- Sarah: Luigi lánya, Tom felesége.
- Nagy Dick: Egy neveletlen pacák, akinek Lucas egyik mellékküldetésében találkozunk. (Egy kis mellékes)
- Don Morello: Salieri fő ellensége. Salieri legfőbb ellensége, ahol Salieri tárgyalást választ, ott Morello saját Thompsonnal felszerelt hadseregét veti be. Amíg Salieri bünteti az árulást, addig Morello válogatás nélkül mutatja meg a hatalmát. Mivel hatalmas befolyása van a városban, ezért megpróbálja elfoglalni a Salieri család körzeteit. Testvére Sergio nagymértékben segít neki céljai elérésében. Végül is mindent lerombol, ami az útjában áll, és emellé társul a kegyetlen viselkedése is.
- Sergio Morello: Morello öccse.
- Michelle: Egy kurtizán. (Sarah legjobb barátnője)
- Sárgás Pete: A város büdös szájúja. Egyébként fegyverkereskedő. Fegyverkereskedő, Paulie barátja. A Hoboken nevű kerületben lehet felkeresni, és fegyvereket vásárolni tőle.

## Bevezető
A Mafia az első olyan játék, ahol a főszereplő meséli el a történetet. A főszereplőt Thomas Angelo-nak hívják, aki régen a család tagja volt, de most már ki szeretne szállni. Akinek pedig elmeséli a történetet, egy rendőr, akit Norman felügyelőnek hívnak, akit persze érdekel a családról minden egyes információ. Az információkért cserébe, Tommy-t, feleségét és lányát biztonságos helyre telepíti a maffia elől. A történet 1930-ban indul, amikor Tom még taxisofőr volt Lost Heaven városában, amely nagy vonalakban New York-ra emlékeztet (más stílusban azonban, mint a GTA III és GTA IV játékokban, egyrészt a nagyobb hasonlóság, másrészt az évtizedekben mérhető időkülönbség miatt, és egyesek szerint a Mafia egy kicsit koppintotta a GTA szériákat). Egyik estén a család két tagját, Paulie-t és Samet kell megszöktetnie az őket üldöző gengszterek elől. Így hát a játék máris egy autós üldözős küldetéssel kezdődik. A két fickót eljuttatja a maffia bázisára – ami egyébként egy bár – aminek a tulajdonosa Don Salieri volt, a keresztapa. Salieri felajánlja Tomnak, hogy lépjen be a családba. Tom egy kis gondolkozási időt kér. Pár nap múlva Morello gengszterei megkeresik Tomot, taxiját összetörik és meg akarják ölni. Tommy a közelben lévő Don bárjába menekül és így kerül be ő is a családba. A játék Lost Heavenben és vidéken játszódik. Hamarosan jó barátja lesz Paulie-nak és Samnek, és hármasban hajtják végre a gyakran veszélyes munkákat. Végül is így többet keres, mint egy egyszerű taxisofőr. Lehetőséget kap bosszút állni Morello emberein, sosem szűkölködik pénzben, és alkalmanként figyelmeztet vagy gyorsan elpáholhat valakit. Az emberek megbecsülik a városban. Találkozik egy lánnyal, akit végül is elvesz, és akitől gyereke lesz.
Fokozatosan átéli, milyen a munka másik oldala: gyilkosságok, bérgyilkosság, veszélyes lövöldözések, és hajmeresztő autósüldözések, melyekben a legkisebb tévedés is halált okozhat. Igazi rémálommá válik a munka számára, mikor számára kedves, vagy személyesen ismert embert kell eltennie láb alól. Megkérik, hogy ölje meg a könyvelőt, aki a Családnak dolgozik, mert szövetkezett a zsarukkal, hogy megmentse családját, vagy mikor meg kell ölnie a felesége barátnőjét… Tommy már egy megbecsült ember a Családban, éppen ezért senki sem gyanít semmit, hogy ő mégsem hajtja végre a feladatot, habár néha mégis csak ezt teszi. De idővel egyre jobban kezd kiábrándulni abból az életből, melyet választott.

## Játékmenet
A küldetések kétféleképpen teljesíthetőek. Először is, a játékos egy sofőr bőrébe bújhat: rengeteg autós üldözés rendőrökkel vagy ellenséges maffiózókkal sőt mi több, lehetőséged van beülni egy veterán versenyautóba, és részt venni egy autóversenyben. A simább út, hogy nyugisan keresztül kocsikázol a városon, valamint, betartod a KRESZ-t, és megpróbálod kerülni a konfliktust a rendőrökkel.
A játékos időnként harmadik személyű nézetbe követheti nyomon az eseményeket, mikor Tommy a Don parancsát hajtja végre, s ilyenkor részt vehetsz lövöldözésekben is. Az akció sebessége minden egyes küldetésben más és más, ezzel kerüljük el a monotonitást és az ismétlődést. Minden egyes küldetés eltérő helyszínen játszódik, és ezek az előző feladat elvégzése után válnak elérhetővé.
A küldetések sokszínűek. Az első küldetés egy klasszikus autós üldözés, azután egy mackóssal be kell jutnod észrevétlenül az államügyész erősen védett villájába, hogy ellopjatok egy rendkívül fontos bizonyítékot. Továbbá egy gyilkosság, ahol Tomnak álruhába kell öltöznie, felfegyverezve egy revolverrel, melyben hat töltény van, csak azért, hogy nyilvánosan intézzen el egy fontos politikai embert egy parti közepette a hajón. Másik alkalommal Tom egy tűzharcba keveredik egy óriási parkolóházban, ahol két ellenséges banda küzd egymás ellen, Salieri legjobb embereivel. Egy bankrablásban is részt vesz. Majd be kell szállnia egy autóversenybe, mivel az autóversenyző megsérült. És – természetesen – „védelmi” pénzt is be kell hajtania. A játékban rengeteg kaland vár minket, melyek néhol nehezek, néhol könnyűek. A játék teljesen tükrözi az 1930-as éveket, és így teljes mértékben beleélhetjük magunkat a játék eseményeibe. A játék - szerintem - egyáltalán nem unalmas, sőt!

## Zene
A játékban elhangzó zenék előadói:
- Django Reinhardt és a Quintette du Hot Club de France
- The Mills Brothers
- Louis Armstrong
- Louis Prima
- Duke Ellington
- Lonnie Johnson
- Louis Jordan és a Tympany Five

A játék főcímzenéjét Vladimir Šimůnek komponálta, és a Bohemia Symphonic Orchestra játszotta fel Adam Klemens karmester vezetésével. A játék végén hallható zene a Lake of Fire című dal Lordz of Brooklyn általi feldolgozása. A dal utolsó versszakában az aláfestő zene hasonló a Keresztapa filmek főcímének témájához.

### A játékban elhangzó zenék listája
Város:
- "Belleville" – Django Reinhardt – Hallható ebben a városrészben: Central Island
- "Caravan" – The Mills Brothers – Hallható ebben a városrészben: Oakhill
- "Chinatown, My Chinatown" – The Mills Brothers – Hallható ebben a városrészben: Chinatown
- "Cavalerie" – Django Reinhardt – Hallható ebben a városrészben: Little Italy
- "Echoes of France" – Django Reinhardt – Hallható ebben a városrészben: Oakwood
- "Manoir de Mes Reves" – Django Reinhardt – Hallható ebben a városrészben: Hoboken
- "Minor Swing" – Django Reinhardt – Hallható ebben a városrészben: New Ark
- "The Mooche" – Duke Ellington – Hallható ebben a városrészben: Works Quarter
- "Vendredi 13" – Django Reinhardt – Hallható ebben a városrészben: Down Town

Vidék:
- "Douce ambiance" – Django Reinhardt – Hallható vidéken
- "Jet Black Blues" – Lonnie Johnson – Hallható vidéken
- "I'm Living in a Great Big Way" – Buddy Clark (with Benny Goodman & his Orchestra) – Hallható Vidéken, Szabad útban, és a Running Man küldetés alatt

Egyéb:
- "Coucou" – Django Reinhardt – Hallható a "Happy Birthday" küldetés közben
- "Lake Of Fire" – Lordz Of Brooklyn – Hallható a Végső Stáblista alatt
- "Moanin' for You" – The Mills Brothers – Hallható a Great Deal! küldetésben
- "You Run Your Mouth and I'll Run My Business" – Louis Jordan – Hallható a Great Deal! küldetésben
- "La Verdine" - Latcho Drom – Hallható a Running Man és a You Lucky Bastard küldetésben (Morello üldözése)

## Húsvéti tojások (Easter egg) a Mafiában
- A Freeride Extreme-ben, ha a Salieri család háziorvosának házára kattintunk, a játékban szereplő összes autó elérhetővé válik.
- Ha a Happy Birthday nevű küldetésben a hajó első emeletén található étteremben, a bárpult bal oldaláról elvesszük a poharat, és háromszor iszunk belőle, hamarosan forogni fog a világ körülöttünk.
- Ugyancsak Freeride Extreme-ben, ha a hobokeni építkezésen átmegyünk a fallapok mellett lévő félkész alapzaton találunk egy autót. Üljünk be, majd vezessük, egy idő után az autó elkezd láthatatlanná válni, a sofőrjével együtt. Ha ott kiszállunk a kocsiból láthatatlanok maradunk.
- Az Ordinary Routine küldetés során, a földszinti folyosón a mellékhelyiségben ha a wc előtt jobb klikket nyomsz, Tommy könnyíteni tud magán.
- Az utolsó küldetés (Death of Art) galériáját a készítők a Bécsi Szépművészeti Múzeumról mintázták.
- Freeride Extreme-ben menjünk el a Hobokenben található Ironmonger's nevű bolthoz. Kattints az ajtajára jobb egérgombbal, majd siess Hoboken keleti részéhez, ahol egy szörnyfej van a sziklafalban. Mássz fel a dombra, majd ugorj le a vasúti alagút lezárásához. Menj a falhoz tapadva egészen addig, amíg fel nem villan a cselekvést jelző felkiáltójel. Itt nyomj jobb klikket, egy ajtó fog nyílni a szörny szájához.